# Cussy-les-Forges
Cussy-les-Forges è un comune francese di 344 abitanti situato nel dipartimento della Yonne nella regione della Borgogna-Franca Contea.

## Società

### Evoluzione demografica
Abitanti censiti